# Miasto-państwo
Miasto-państwo, państwo-miasto, pot. także wolne miasto – forma państwowości, obejmująca swoim zakresem terytorialnym samorządne i niezależne od innych podmiotów miasto lub aglomerację. Często, zwłaszcza dawniej, w jego skład wchodziły także okoliczne ziemie, wraz z lokalnymi wsiami i mniejszymi miejscowościami. Centrum władzy politycznej skupia się w organach miasta stołecznego, wybranych przez jego mieszkańców. Współcześnie podstawowym kryterium wyodrębnienia miasta-państwa jest większościowe pokrycie jego terytorium zabudowanym obszarem miejskim (niezależnie choćby od wewnętrznego podziału na gminy).
Istniejące w przeszłości oraz współczesne miasta-państwa pełnią ważne funkcje dla znacznie większych terytoriów. Na przykład średniowieczny Dubrownik, pierwotnie uzależniony od Republiki Weneckiej, stopniowo stał się jej konkurentem i pośrednikiem w wymianie handlowej pomiędzy Wschodem a Europą Zachodnią. Współcześnie taką rolę odgrywa Hongkong, niezależnie od przejęcia go przez Chiny w 1997 roku i uzyskania specjalnego statusu chińskiej prowincji. Funkcje pełnione przez Hongkong pod brytyjską administracją były dużo większe, niż wynikałoby to z rozmiarów miasta oraz jego potencjału demograficznego.

## Starożytność

### Mezopotamia
Miasto-państwo stało się typową dla starożytności formą państwowości. Ten organizm polityczny pojawił się w Mezopotamii w okresie kultur Uruk i Dżemdet Nasr. Miasto-państwo było miastem posiadającym własną, niezależną administrację, sądy, kulturę i obyczaje.
Pierwszymi założycielami miast-państw byli Sumerowie. Tworzyli je wokół miejsc kultu. Otoczone były murami obronnymi, a ich umowną granicę wyznaczały sieci irygacyjne (każde miasto miało własną), bagna, linie rzek bądź pasma ziemi nieuprawianej. Sumeryjskie miasta-państwa kontrolowały obszar do kilkuset kilometrów kwadratowych.
Najbardziej znane państwa-miasta to sumeryjskie Uruk i Lagasz.

### Grecja
W starożytnej Grecji miasta-państwa przybrały formę znaną jako polis.

## Średniowiecze

### Włochy
Instytucja niezależnych miast rozwinęła się w średniowieczu zwłaszcza we Włoszech, głównie w wyniku postępującego od XI wieku osłabienia władzy królewskiej. Silne ekonomicznie miasta, nabrały z czasem charakteru niezależnych republik. Zwłaszcza dzięki handlowi niektóre z nich zdobyły szerokie wpływy polityczne oraz poszerzyły swoje terytoria. Przykładem takich państw są np. Republika Genui, Republika Wenecka. Podobną do tych ostatnich genezę rozwoju miała, podporządkowana początkowo Wenecji, Republika Raguzy.

### Święte Cesarstwo Rzymskie
W Świętym Cesarstwie Rzymskim dużą niezależność na przestrzeni jego istnienia wypracowały miasta cesarskie. Stały się z czasem oddzielnymi podmiotami Rzeszy podległymi formalnie jedynie cesarzowi, faktycznie jednak posiadały dużą niezależność. Na bazie wolnych miast cesarskich powstał Związek Hanzeatycki grupujący bardziej lub mniej niezależne miasta Europy Północnej. Mediatyzacja doprowadziła do likwidacji ostatnich wolnych miast cesarskich, najdłużej swój charakter zachowały:
- Augsburg – do 1805
- Frankfurt nad Menem – do 1866
- Lubeka – do 1937
- Brema – w zmienionym charakterze istnieje do dziś
- Hamburg – w zmienionym charakterze istnieje do dziś.

## Nowożytność
W epoce nowożytnej miasta-państwa powstawały zazwyczaj jako wynik negocjacji pokojowych lub innych porozumień. Tworzone były na obszarach spornych lub o tymczasowym charakterze. Za państwa-miasta uznaje się:
- Wolne Miasto Gdańsk (1807–1814)
- Wolne Miasto Kraków (1815–1846)
- Wolne Miasto Gdańsk (1920–1939)
- Wolne Miasto Fiume (1920–1924)
- Okręg Kłajpedy (1920–1923)
- Strefa międzynarodowa Tangeru (1923–1956)
- Wolne Terytorium Triestu (1947–1954)
- Berlin Zachodni (1949–1990).

Krajem koronnym Cesarstwa Austriackiego natomiast było Wolne cesarskie miasto Triest (1849–1918).

## Współczesność

### Państwa
Współcześnie za miasta-państwa uznaje się te, których większość terytorium pokryta jest zwarcie zabudowanym obszarem miejskim.
- Monako – od XV wieku
- Watykan – od 1929
- Singapur – od 1965
- Malta[3][4][5][6]

Współcześnie miastami-państwami nie określa się raczej takich państw, jak San Marino, czy Andora. Są one najczęściej kategoryzowane jako mikropaństwa.

### Miasta nie w pełni samodzielne
Miastami na prawach członka federacji czy innego podmiotu autonomicznego są m.in.:
- Republika Federalna Niemiec – na prawach kraju związkowego występują:
  - Berlin
  - Wolne Hanzeatyckie Miasto Brema
  - Wolne i Hanzeatyckie Miasto Hamburg
- Chiny – statut odrębnych Specjalnych Regionów Administracyjnych Chińskiej Republiki Ludowej posiadają:
  - Hongkong
  - Makau
- Brazylia – jednym z podmiotów federacji jest stołeczny Dystrykt Federalny obejmujący stolicę państwa – Brasílię.
- Belgia – państwo dzieli się na trzy regiony, w tym Region Stołeczny Brukseli, obejmujący stolicę i jej zespół miejski.
- Szwajcaria – jednym z kantonów jest Bazylea-Miasto, obejmująca trzy gminy.

Do powyższej kategorii nie można zaliczyć wydzielonych stołecznych jednostek administracyjnych nieposiadających analogicznych do innych podmiotów federacji praw i obowiązków. Przykładem takiego terenu miejskiego jest Dystrykt Kolumbii w Stanach Zjednoczonych.